# Longue-Pointe-de-Mingan
Longue-Pointe-de-Mingan es un municipio canadiense situado en la provincia de Quebec.

## Superficie
Longue-Pointe-de-Mingan tiene una superficie de 370,03 km².

## Demografía
En 2021, tenía 408 habitantes, una densidad poblacional de 1,1 hab./km², y 257 viviendas.